# Benjamin Briggs

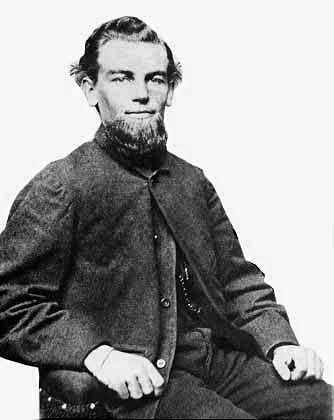
Benjamin Briggs.

Benjamin Spooner Briggs, född 24 april 1835, död 1872, var en amerikansk sjöman och kapten ombord på Mary Celeste som upptäcktes övergiven 4 december 1872. Liksom den övriga besättningen saknades han, hans fru Sarah och dottern Sophia Matilda.
Briggs hade tidigare varit kapten på brigantinen Sea Foam, samt på den tremastade skonerten Forest King 1862, då han gifte sig med Sarah E Cobb, dotter till Rev Leander Cobb. Det var på det skeppet som han och Sarah hade sin smekmånadsresa till Europa. 1865, när han tog kommandot över barkskeppet Arthur, överlämnade han befälet över Forest King till sin bror, Oliver.
Hans son, Arthur S. Briggs, föddes 1865 i Rose Cottage, Marion, Massachusetts. Året efter reste familjen till Marseille och när de återvände 31 oktober 1870 fick de sitt andra barn.
År 1871 hade Benjamin och hans bror funderingar på att sluta med sjölivet och istället köpa en järnaffär i New Bedford, men de övergav de tankarna. Benjamin köpte 1872 en andel i brigantinen Mary Celeste och gjorde några förändringar i kabinen så att hans familj skulle kunna bo ombord. Sarah och Sophia följde med honom på en resa till Genua, medan Arthur lämnades hemma tillsammans med sin farmor för att börja skolan.